# Михайлов, Анатолий Арсеньевич
Анатолий Арсеньевич Михайлов (бел. Міхайлаў Анатоль Арсеньевіч; род. 27 мая 1939, Земетчино, Пензенская область) — советский и белорусский философ

. Доктор философских наук (1986), профессор (1988), член-корреспондент АН БССР (1989), академик НАН Беларуси (1991), Член Европейской академии наук и искусств (Зальцбург, Австрия, 1993).

## Биография
Окончил БГУ в 1961 г. В 1966—1974 годы работал в кафедре философии БГУ. В 1974—1980 годы — сотрудник Центра социального развития и гуманитарных дел (Нью-Йорк — Вена), затем — доцент, профессор (1988) кафедры философии; с 1987 — заведующий кафедрой истории философии и логики БГУ. С 1992 года по 30 сентября 2014 года — ректор Европейского гуманитарного университета.

## Научная деятельность
Научные исследования в области истории философии, современной западной философии и методологии гуманитарного знания. Проанализировал радикальные преобразования, происходящие в философии XX века в связи с возникновением и развитием философии жизни, феноменологии, экзистенциализма, фундаментальной онтологии и герменевтики.